# Gruzdevite
La gruzdevite è un minerale.